# Garibald I de Baviera
Garibald I de Baviera (v. 540-591) va ser Duc de Baviera entre 555 i 591. És el primer governant de la nissaga dels agilolfings i les dinasties bavareses.
Després de la mort del rei merovingi Teodobald d'Austràsia, el seu successor Clotari I "va començar a mantenir relacions" amb la seva vídua Waldrada, filla del rei dels llombards Wacho. Els bisbes hi van objectar, i Clotari va haver d'entregar Waldrada a Garibald en matrimoni el 556. Aquest enllaç va donar prestigi a Garibald, i va vincular políticament els bavaresos amb els longobards de Pannònia i el Nòric.
Vers l'any 585 els merovingis van intentar apropar Garibald a la seva òrbita concertant el matrimoni de la seva filla Teodelinda amb el rei Khildebert II d'Austràsia. Simultàniament, per normalitzar les relacions amb el regne llombard, van oferir la germana de Khildelbert al rei Autari.
Les dues ofertes van ser rebutjades i el 588 Autari es va prometre amb Teodolina. Tement la consolidació d'un eix antifranc, els merovingis van enviar un exèrcit a Baviera. Els fills de Garibald, Gundoald i Teodolina, van fugir a Itàlia. El maig de 589 Teodolina es casava amb Autari, i Gundoald era nomenat duc d'Asti. El 590, amb l'ajuda de l'Imperi Romà d'Orient, els francs van intentar envair Llombardia, però foren derrotats. Però aquell mateix any va morir Autari, i el nou rei llombard Agilulf va negociar una pau amb Khildebert que perdurà durant dècades.
Mentrestant, Garibald havia mort. Segons el cronista Pau el Diaca, la pau amb Baviera es va restablir quan Khildebert va reconèixer al seu successor Tassiló com a rei. Es desconeixen les causes de la mort de Garibald ni la relació que Tassiló tenia amb ell, tot i que tot sembla indicar que si no era el seu fill era un parent pròxim.